# 五度音程
五度音程，指包含五个音的音程，其中包括纯五度、增五度和减五度。
小提琴、中提琴和大提琴弦與弦之間的音程為五度。